# G.S.D. RapalloBogliasco
Gruppo Sportivo Dilettantistico RapalloBogliasco, hay đơn giản là RapalloBogliasco, là một câu lạc bộ bóng đá của hiệp hội Ý, có trụ sở tại Rapallo và Bogliasco.

## Lịch sử

### Trước khi sáp nhập
Bogliasco D'Albertis được thành lập vào năm 1950.
Trong mùa giải 2010-11 lần đầu tiên được thăng hạng, từ Eccellenza Liguria đến Serie D.    

#### Serie D 2011-12
Trong mùa giải 2011-12, Bogliasco D'albertis đã giành quyền tham dự vào trận play-off thăng hạng Serie D với việc được nhận trực tiếp vào vòng 3 với tư cách là đội thi đấu bán kết tốt nhất của Coppa Italia Serie D, nơi Atletico Arezzo bị loại.

#### Danh hiệu
- Coppa Italia Liguria
  - Vô địch (1): 2010-11 [3]   [ nguồn không chính yếu ][ nguồn không chính yếu ]

### Sáp nhập với ASD Calcio Giovanile Rapallo
Vào mùa hè 2013, Bogliasco D'albertis đã sáp nhập với ASD Calcio Giovanile Rapallo và thành lập một đội bóng mới, GSD RapalloBogliasco chơi ở giải vô địch Serie D.

## Màu sắc và huy hiệu
Màu sắc của đội là đen và trắng.